# Hengshan (Hengyang)
Der Kreis  Hengshan (chinesisch 衡山县, Pinyin Héngshān Xiàn) ist ein Kreis in der chinesischen Provinz Hunan. Er gehört zum Verwaltungsgebiet der bezirksfreien Stadt Hengyang (衡阳市). Hengshan hat eine Fläche von 935,5 km² und zählt 370.400 Einwohner (Stand: Ende 2018). Sein Hauptort ist die Großgemeinde Kaiyun (开云镇).